# Hydrangea arborescens
Hydrangea arborescens L., con el nombre común en inglés de smooth hydrangea, wild hydrangea, o sevenbark, es una especie de arbusto perteneciente a la familia Hydrangeaceae. Son de pequeño a medio tamaño, caducifolios que alcanzan los 3 m de altura y son nativos del este de los Estados Unidos.

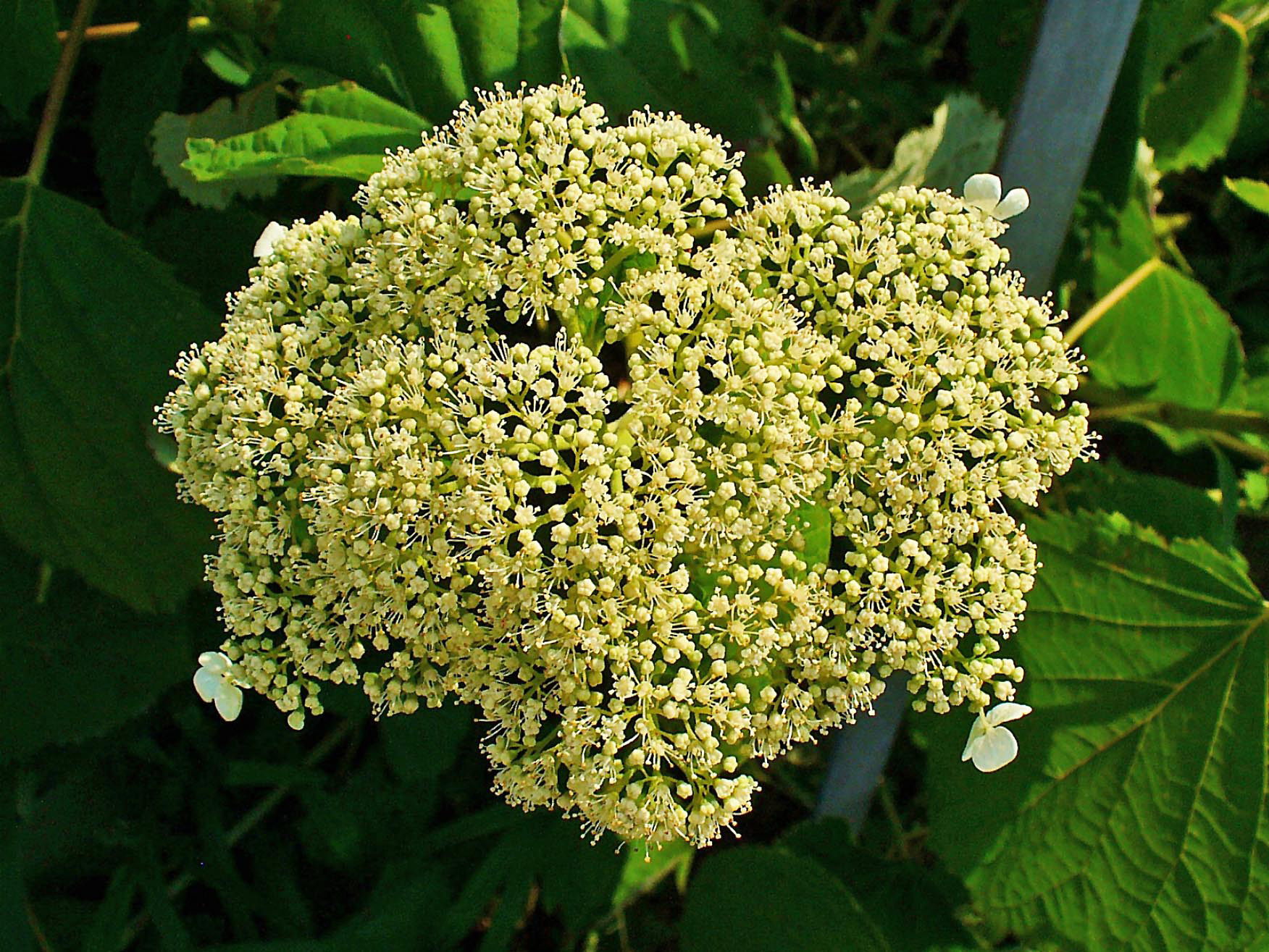
Inflorescencia

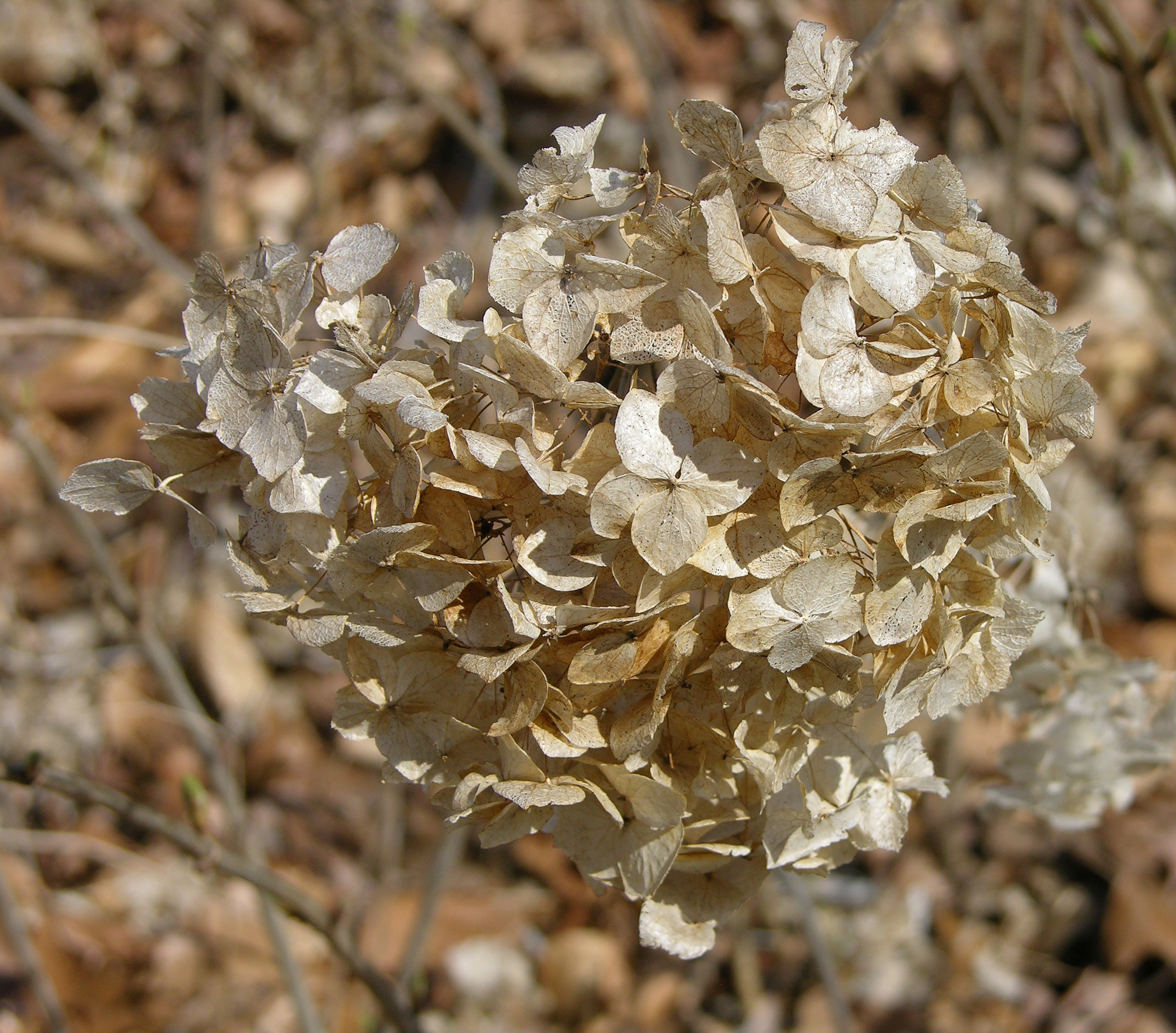
Hills-of-Snow Hydrangea "Grandiflora"

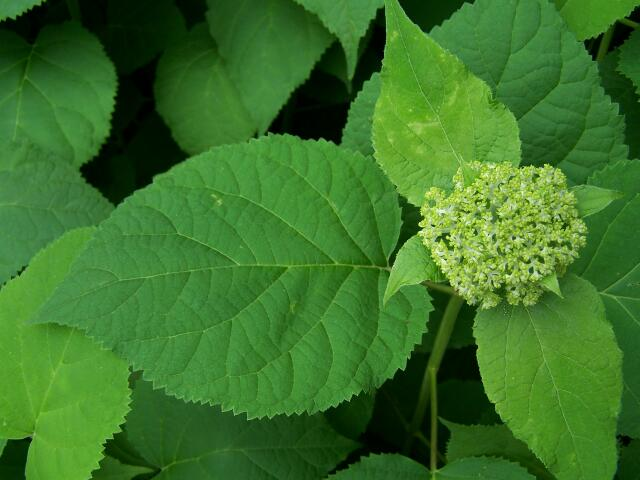
Wild Hydrangea v. Annabelle
Hydrangea arborescens

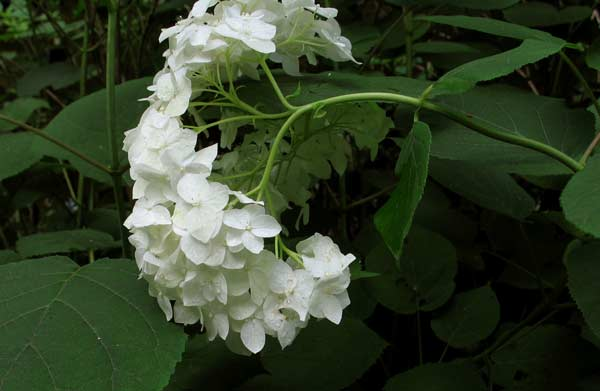
Flores

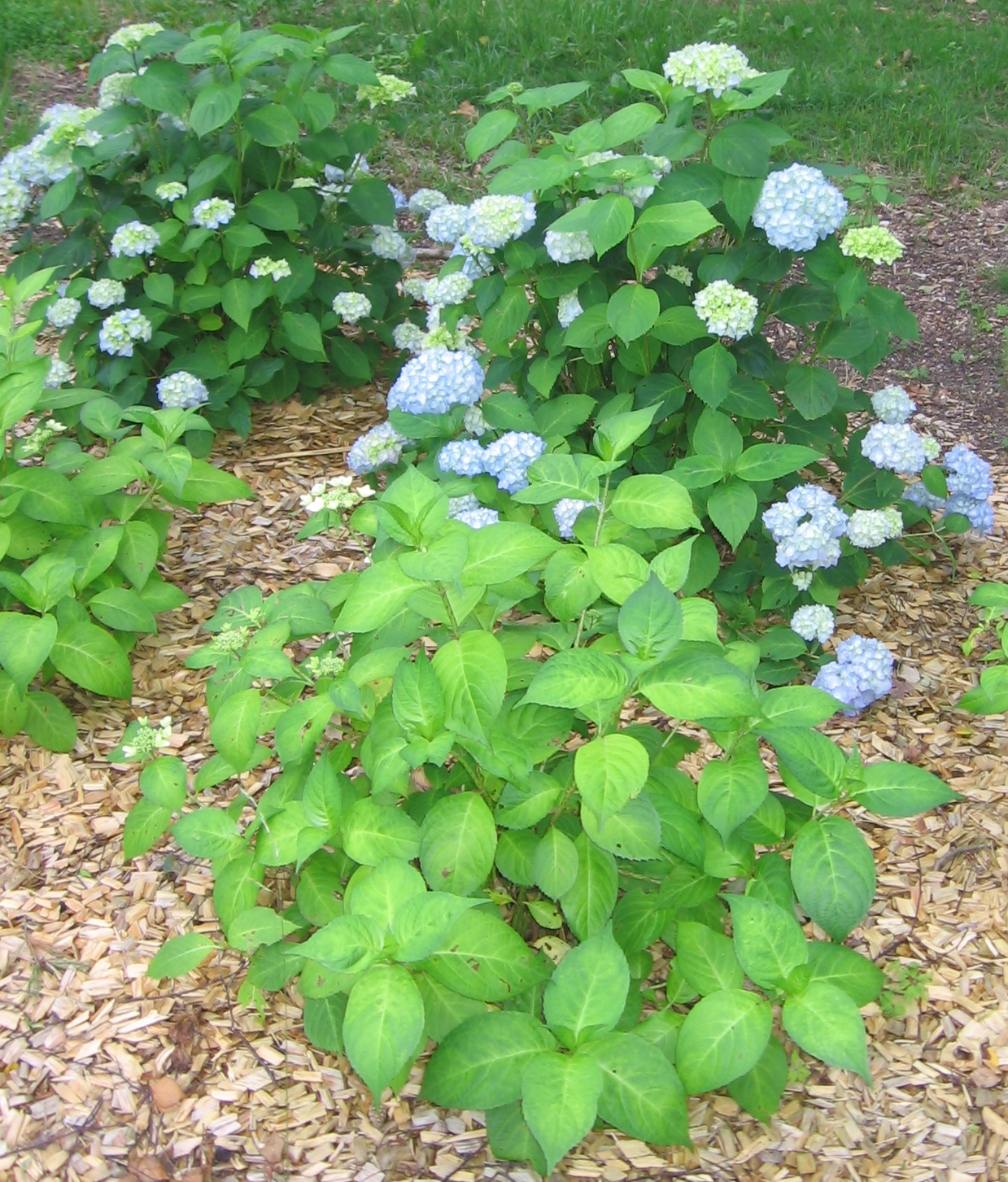
Vista de la planta

## Características
El tallo tiene una tendencia peculiar a despegarse en varias capas delgadas sucesivas con diferentes colores, de ahí el nombre común "sevenbark". Las hojas son grandes y suaves de 8 a 18 cm de largo, opuestas, dentadas, aovadas y caducas. La superficie inferior de la hoja es glabra o con pelos finos discretos, de color verde con tricomas de la superficie inferior que se limitan a la nervadura central y a las venas principales.
La inflorescencia de esta hortensia es un buen y vistoso corimbo, las flores estériles suelen estar ausentes o si están presentes por lo general tienen menos de 1 cm de diámetro. La floración ocurre desde mayo hasta julio. El fruto es una cápsula de color marrón de unos 2 mm de longitud. Puede propagarse rápidamente por estolones para formar colonias.

## Distribución y hábitat
Se encuentra ampliamente distribuida en todo el este de Estados Unidos - desde el sur de Nueva York hasta Florida, al oeste hasta el este de Oklahoma y el sureste de Kansas. Se encuentra principalmente en suelos húmedos bajo el dosel de los bosques de madera dura y, con frecuencia, es común a lo largo de terraplenes de caminos forestales y arroyos. Es común en el valle del Río Delaware y en las Montañas Apalaches.

## Historia
En un tiempo, tanto Hortensia cinerea como Hortensia radiata fueron consideradas como subespecies de Hydrangea arborescens. Sin embargo, la mayoría de los taxónomos las consideran ahora como especies separadas.

## Usos
Este arbusto atractivo es a menudo cultivado como planta ornamental. ' Maite ' es la más conocida cultivar de esta especie, es una de las hortensias más resistentes al frío. El cultivar 'grandiflora' tiene flores que se asemejan a bolas de nieve, es similar a Viburnum plicatum.

## Propiedades
Esta especie fue utilizada medicinalmente por los Nativos Americanos, y más tarde, por los primeros colonos para el tratamiento de cálculos renales y vesicales.

## Taxonomía
Hydrangea arborescens fue descrita por Carlos Linneo y publicado en Species Plantarum 1: 397. 1753.
Etimología
Hydrangea: nombre genérico que deriva de las palabras griegas:  (ὕδωρ hydra) que significa "agua" y  ἄγγος (gea) que significa "florero"  o "vasos de agua" en referencia a la característica forma de sus cápsulas en forma de copa.
arborescens: epíteto latíno que significa "arborescente, con forma de árbol"
Sinonimia
- Hydrangea arborescens var. australis Harb.
- Hydrangea arborescens var. kanawhana Millsp.
- Hydrangea arborescens var. vulgaris (Michx.) Ser.
- Hydrangea vulgaris Michx.[11]